# 覚行法親王
覚行法親王（かくぎょうほっしんのう、承保2年（1075年）4月 - 長治2年11月18日（1105年12月26日））は、平安時代中期から後期にかけての皇族・僧。白河天皇の第二皇子。母は藤原経平の娘経子。覚念・中御室とも称される。真言宗仁和寺の第3世門跡。

## 略歴
幼少時、佳子内親王の養子となったらしいが、詳細は不明。永保3年（1083年）に仁和寺に入り、1085年（応徳2年）性信入道親王の下で出家・受戒。性信の没後に仁和寺寺務に就任する。1092年（寛治6年）、寛意から灌頂を受ける。1098年（承徳2年）には父・白河法皇の支援を受けて仁和寺結縁灌頂を行い、直後に円宗寺検校・法勝寺検校となる。この頃、名を覚念から覚行に改名する。翌1099年（承徳3年）親王宣下を受け最初の法親王となった。1102年（康和4年）7月尊勝寺落慶法要供養の導師をつとめ、尊勝寺長吏となり、同年8月に二品に叙される。白河法皇は彼を寵愛して事あるごとに褒賞を与えたが、彼は門人や他の仁和寺僧侶に譲り彼らの昇進を助けた。仁和寺が歴代治天の君の保護を受け、その子が法親王として御室を継承する慣例を完成させたのは白河法皇と覚行であったと言える。1105年（長治2年）、31歳で没。墓所は京都府南丹市園部町の鴫尾山九品寺。